# Húgvan
Húgvan är ett berg i Färöarna (Kungariket Danmark).   Det ligger i sýslan Streymoyar sýsla, i den norra delen av landet, 40 km nordväst om huvudstaden Tórshavn. Toppen på Húgvan är 674 meter över havet. Húgvan ligger på ön Streymoy.
Terrängen runt Húgvan är kuperad. Havet är nära Húgvan åt nordväst. Runt Húgvan är det ganska tätbefolkat, med 58 invånare per kvadratkilometer. Närmaste större samhälle är Vestmanna, 14,2 km söder om Húgvan. Trakten runt Húgvan består i huvudsak av gräsmarker.